# 星展銀行

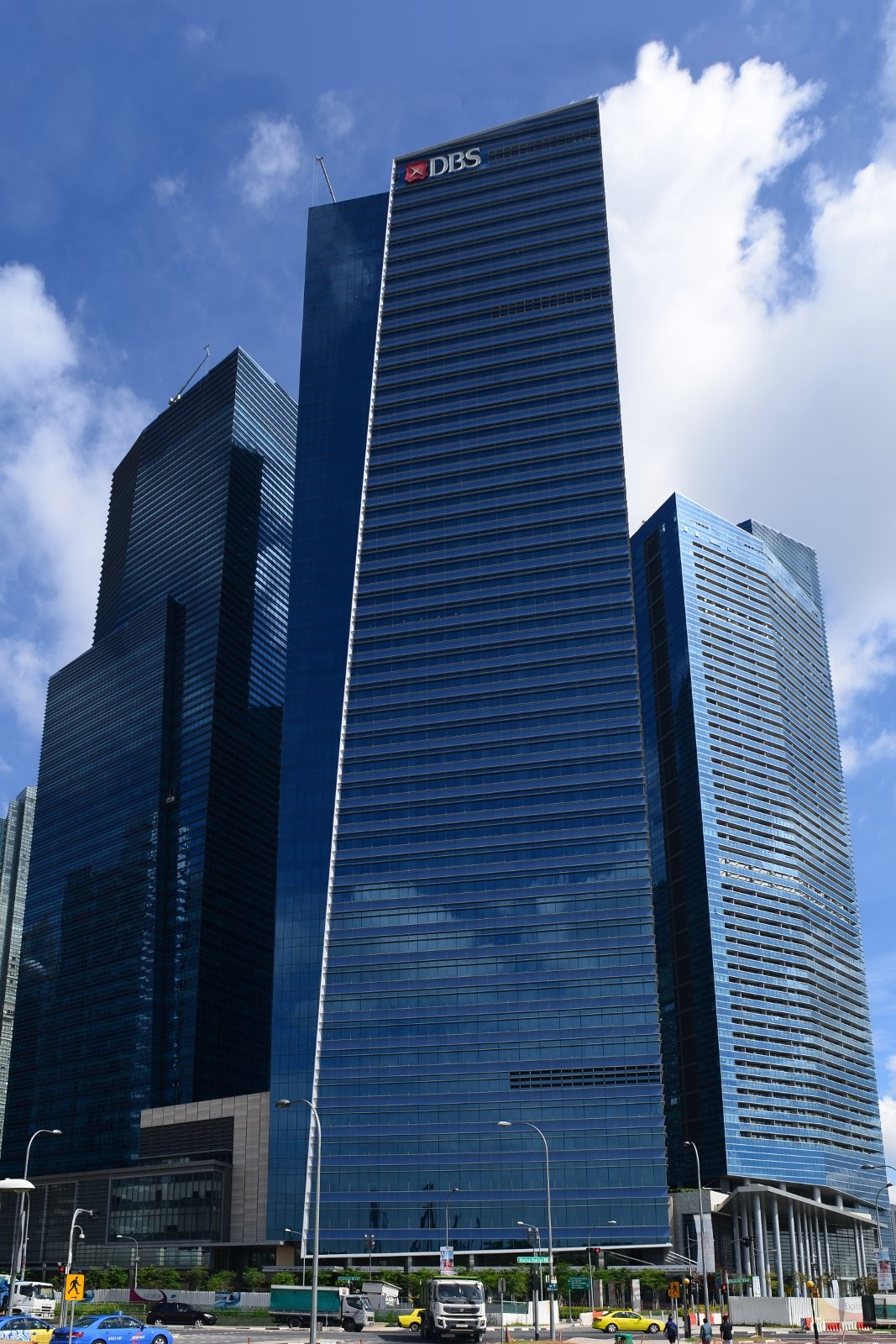
星展銀行總部設於濱海灣金融中心

星展銀行有限公司（英語：DBS Bank Limited，SGX：D05），簡稱星展銀行，是新加坡最大的商業銀行，曾獲得《環球金融》雜誌評選為「亞洲最安全銀行」的稱號。
星展銀行原名「新加坡發展銀行」（或「星加坡發展銀行」，Development Bank of Singapore），并在2003年7月21日改用现名，以反映其作为一家全球银行的角色的变化。
星展銀行現時最大的控股股東是淡马锡控股有限公司，淡马锡控股是新加坡第二大主权财富基金（仅次于政府投资公司）。截至2018年3月31日，淡马锡拥有星展银行29％的股份。
吉祥物為索拉（男）、露娜（女）。

## 分行據點
星展銀行現時除了在新加坡本國已經有超過一百家分行以外，在美國、英國、日本、台灣、印度、馬來西亞、緬甸、中國大陸、中國香港、中國澳門（包括直屬分行及附屬公司，現址位於中環中心。）、泰國和韓國都有分行。

## 歷史沿革
以下以新加坡為主。
1968年，新加坡發展銀行創立，簡稱星展銀行，最初的用途是發展投資項目。
1998年，星展銀行與新加坡郵政儲蓄銀行（POSBank）合并，獨佔了新加坡
2000年11月，星展銀行轄下的地產商-發展置地脫離星展，並與從新科控股分拆出來的百騰置地合併為淡馬錫控股全資附屬的嘉德置地（後改屬凱德集團）。
2008年12月22日，星展集團以每兩股供一股每股作價5.42坡元（約29港元）供股集資40億坡元（當時約合214億港元）。
2013年11月11日，星展集團以以8.5億新加坡元（近6.81億美元），出售剩餘的9.9%菲律賓群島銀行（Bank of the Philippine Islands）股份。當中5.6%股權將售予新加坡政府投資公司（GIC）。另外，4.3%股權將售予菲律賓Ayala Corp。Ayala本身為菲律賓群島銀行的最大股東。
2014年3月17日，星展集團以2.2億美元的價格，收購法國興業銀行在香港和新加坡的私人銀行業務，以及部分信託業務。
2015年4月8日，星展集團與宏利金融（945）達成長達15年的銀保協議，宏利須分期支付12億美元（約93億港元）。協議列明星展旗下香港、新加坡、中國及印尼近200間分行，來年將會獨家銷售宏利人壽產品。
2016年10月31日，星展集團以高於帳面價值1.1億新加坡幣（約6.13億港元），收購澳盛銀行中華民國、新加坡、香港、中華人民共和國、印尼五個市場的個人金融與財富管理業務。是次收購，出售的5個市場零售及私銀業務，包括總值110億澳元（約647.9億港元）貸款及資產總值、約70億澳元信用風險加權資產及約170億澳元存款，今年度有關業務獲利5,000萬澳元。澳盛銀行目前服務近130萬客戶，其中有10萬名財富管理與私人銀行客戶以及120萬個人金融客戶。
2017年12月，台灣澳盛全數併入台灣星展銀行，退出台灣市場。澳盛銀行亞太區（含台灣）消費金融業務、信用卡部門轉交給星展銀行。

## 海外發展

### 在印尼的發展
2012年4月1日，星展集團斥資91億新加坡元（約合73億美元）（約561.6億港元）收購印尼金融銀行（PT Bank Danamon），星展向淡馬錫控股全資子公司富登金控收購印尼金融銀行67.4%的股權，作價約62億新元（49億美元）。星展集團將按每股14.07新元的價格向富登金控發行4.39億股新股﹐以換取這部分股權。淡馬錫控股目前已持有星展集團29.7%的股份﹐上述交易完成後﹐其持股比例將進一步增至40.4%。
在完成對印尼金融銀行67.4%股權的收購之後﹐星展集團還計劃發出總價29億新元的強制性現金收購提議，獲得其尚不持有的印尼金融銀行剩餘股權。印尼金融銀行在印尼有3,000個網點﹐600萬客戶。
2013年7月31日，星展集團宣布放棄斥資65億美元收購印尼金融銀行，主要原因是未能獲監管批准取得該行控制性股權。

### 在台灣的發展
2008年2月2日，耐斯企業旗下銀行寶華商業銀行（2004年原泛亞銀行改名）財務危機，星展集團正式接管寶華商業銀行以進行重整（豐富金融重建基金賠付新台幣445億元）。寶華商業銀行在2008年5月改名為星展（台灣）商業銀行，成為外資銀行。
2016年10月31日，星展銀行宣布將以高於帳面價值約星幣1.1億元（折合新台幣約24億元），收購澳盛銀行在台灣、新加坡、香港、中華人民共和國及印尼等5大市場的個人金融與財富管理業務。
2017年12月9日，星展（台灣）商業銀行正式承受澳盛（台灣）商業銀行的消費金融業務。
2022年1月28日，星展（台灣）商業銀行宣布支付花旗台灣消金業務淨資產轉讓的現金對價，外加新台幣198億元接手花旗（台灣）商業銀行之消費金融業務，在2023年8月12日完成。

### 在香港的發展
- 1998年，收購香港廣安銀行。
- 2001年，收購香港道亨銀行。
- 2003年，合併並進行重組星展銀行（香港）有限公司，成為香港第7大銀行，僅次於滙豐銀行，中國銀行（香港），恒生銀行，渣打銀行（香港），東亞銀行及工銀亞洲。

### 在中国的發展
2021年4月20日，星展銀行入股深圳農村商業銀行13％，成第一大股東

## 爭議與相關事件

### 雷曼賠償事件
香港雷曼迷債爆煲後，星展銀行在2010年7月14日，在不承認任何責任下，同意和解計劃，即向已購買雷曼Constellation債券的2,160名合資格客戶共賠償港元6.51億元，惟這些客戶必須是在購買該等債券時，獲星展評為低度至中度風險級別。星展將向該批合資格客戶，支付一筆和解款項，相等於有關客戶投資該債券的全數金額，並加上這筆款項在這段期間存放在星展的定期利息收入，再減去債券持有人已收取的票息。證監會行政總裁韋奕禮亦表示，不會再就雷曼Constellation債券的分銷事宜，對星展及其僱員採取進一步執法行動，但若涉嫌不誠實、欺詐、欺騙等屬刑事性質行為的情況除外。

### 涉及新加坡金融基準利率操縱案
2013年6月14日，新加坡金管局宣布調查20家銀行，星展是其中之一。

## 外部連結
- 星展集團 （页面存档备份，存于）
- 星展銀行全球网站 （页面存档备份，存于）
- 星展銀行新加坡 （页面存档备份，存于）
- 星展銀行臺灣 （页面存档备份，存于）